# Huerteales
Huerteales — порядок квіткових рослин. Належить до розидних евдикотів в системі класифікації рослин APG III. Серед розидів це один із рядів мальвідів. Huerteales складається з чотирьох невеликих родин: Petenaeaceae, Gerrardinaceae, Tapisciaceae і Dipentodontaceae. Huerteales — це кущі або невеликі дерева, які зустрічаються в більшості тропічних або помірно теплих регіонів.

## Історія
До першого десятиліття двадцять першого століття п'ять родів Huerteales зазвичай об'єднували в три неспоріднені родини. Давно відомо, що Tapiscia та Huertea є спорідненими. Більшість авторів поміщали їх в Staphyleaceae і відносили цю родину до порядку Sapindales. Армен Тахтаджан у 1987 році виділив родину Tapisciaceae і помістив її в порядок Sapindales, але це трактування не було підтримано багатьма іншими і не витримало філогенетичного аналізу.
З того часу родина Staphyleaceae була рециркумкована. Вона більше не включає Tapiscia і Huertea і знаходиться в порядку Crossosomatales. Протягом більшої частини двадцятого століття Gerrardina і Dipentodon зазвичай поміщали в Flacourtiaceae, родину, яка зараз визнається лише кількома таксономістами, і то лише як сегрегат Salicaceae. Perrottetia, тим часом, зазвичай поміщали, зі значним сумнівом, в Celastraceae.